# Ben Shapiro
Benjamin Aaron "Ben" Shapiro (født 15. januar 1984) er en konservativ amerikansk politisk kommentator og forfatter. Han var i 2015 med til at stifte det selverklærede "konservative medie" The Daily Wire, som producerer nyheder, meningsindhold og anden underholdning (film m.m.), der tager "afsæt i en modkultur" (underforstået: konservative værdier og normer). Han har her siden 2015 været vært på sit eget program (podcast) med navnet "The Ben Shapiro Show". Han er desuden medstifter og tidligere chefredaktør for medievagtholdgruppen TruthRevolt.
Hans første bog fra 2004, "Brainwashed: How Universities Indoctrinate America's Youth" , begyndte han at skrive, da han blot var 17 år gammel, hvilket gør ham til den yngste nationale syndikerede klummeskribent i USA.  Han hår siden skrevet adskillige bøger – i alt 15 bøger per juni 2021.
Han var i perioden 2012 til 2016 editor-at-large på mediet Breitbart News, men opsagde i marts 2016 denne stilling, da mediet – i henhold til Ben Shapiro – ikke udviste tilstrækkelig støtte til en af mediets egne rapportere, Michelle Fields, som havde påstået, at Corey Lewandowski (Donald Trumps tidligere kampagnechef) havde overfaldt hende.

## Bøger
Shapiro har (pr. maj 2021) udgivet 15 bøger og har yderligere en bog planlagt til
- Brainwashed: How Universities Indoctrinate America's Youth (ISBN 0-78526148-6). WND Books: 2004.
- Porn Generation: How Social Liberalism Is Corrupting Our Future (ISBN 0-89526016-6). Regnery: 2005.
- Project President: Bad Hair and Botox on the Road to the White House (ISBN 1-59555100-X). Thomas Nelson: 2008.
- Primetime Propaganda: The True Hollywood Story of How the Left Took Over Your TV (ISBN 0-06209210-3). Harper Collins: 2011.
- Bullies: How the Left's Culture of Fear and Intimidation Silences America (ISBN 1-47671001-5). Threshold Editions: 2013.
- The People vs. Barack Obama: The Criminal Case Against the Obama Administration (ISBN 1-47676513-8). Threshold Editions: 2014.
- A Moral Universe Torn Apart (ISBN 978-1945630941). Creator's Publishing: 2014.
- What's Fair and Other Short Stories (ASIN B016R28SLM; Amazon e-book; ikke længere tilgængelig). Revolutionary Publishing: 2015.
- True Allegiance (ISBN 1-68261077-2). Post Hill Press: 2016.
- Say It's So: Papa, Dad, Me and 2005 White Sox Championship Season (ISBN 978-1546751731). CreateSpace Independent Publishing Platform: maj 2017.
- The Right Side of History: How Reason and Moral Purpose Made the West Great (ISBN 978-0062857903). Broadside Books: 2019.
- Facts Don't Care about Your Feelings (ISBN 978-1949673166). Creators Publishing: november 2019.
- How to Destroy America in Three Easy Steps. (ISBN 978-0063001879). Harper Collins: 2020.
- Catastrophic Thinking (ISBN 978-1949673265). Creators Publishing: februar 2020.
- Facts (Still) Don't Care About Your Feelings (ISBN 978-1949673166). Creators Publishing: september 2020.
- (Kommende). The Authoritarian Moment: How the Left Weaponized America's Institutions Against Dissent (ISBN 978-0063001824). Broadside Books: juli 2021.